# Ostabat-Asme
Ostabat-Asme è un comune francese di 199 abitanti situato nel dipartimento dei Pirenei Atlantici nella regione della Nuova Aquitania.
Dal 13 giugno 1841 il comune è costituito dall'unione dei due antichi comuni di Ostabat e di Asme.

## Società

### Evoluzione demografica
Abitanti censiti